# 斯德哥爾摩中央郵局大樓
斯德哥爾摩中央郵局大樓是一座位於瑞典斯德哥爾摩的歷史建築。該建築於1903年開幕，由建築師費迪南德·博伯格設計，並在啟用後持續作為瑞典郵政局的總部直到2003年。
在2008年4月進行了大規模改建後，目前該建築使用於企業部和政府辦公室。

## 歷史

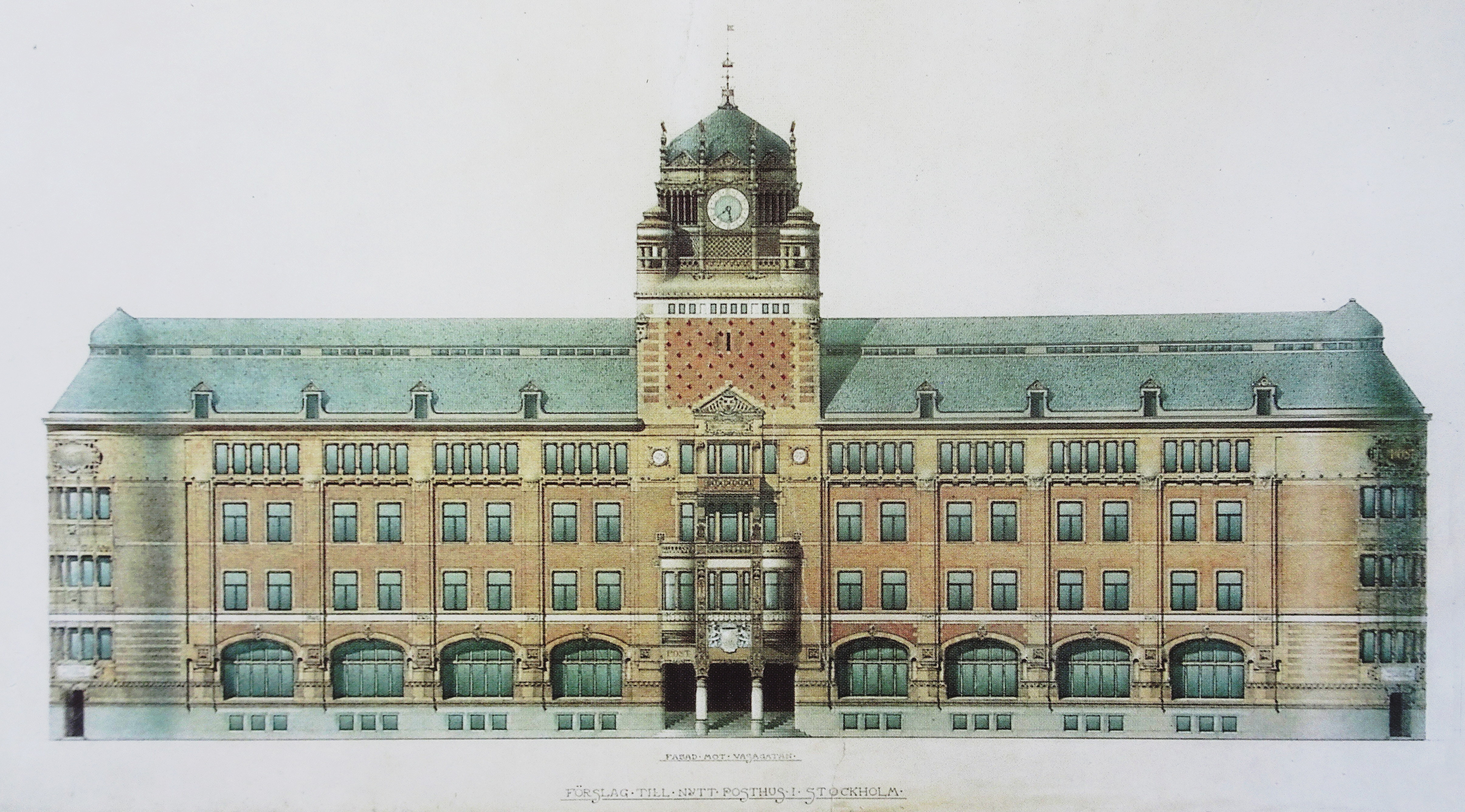
博伯格在1897年的設計圖

瑞典的郵政服務可以追溯到17世紀，並在創立的300年期間將總部設在斯德哥爾摩老城的各個小建築物中。最後一座容納郵政部門的建築物是現在的郵政博物館，位於莉拉·尼加坦街6號，並於1820年進行了最後一次重建。
隨著鐵路運輸和蒸汽船的引入，郵件數量迅速增加，原有的辦公廳舍無法滿足龐大的需求。因此政府決定在紅倉廣場（靠近現今的喜來登酒店）興建一座新的中央郵政大樓，由阿爾伯特·特恩奎斯特負責設計。該大樓於1870年代完工，然而隨著明信片的爆炸性增長，使得總部再次變得過時。因此在1896年，政府決定搬遷至一座更大的建築物。
現在郵局所在地的附近，在在19世紀中葉的斯德哥爾摩中心的一個相對邊緣的區域，但在1871年斯德哥爾摩中央車站的啟用後逐漸改變。郵政部門的專家顧問、建築師古斯塔夫·達爾研究了德國和比利時的現代郵局，並為該場所的新郵局制定了計劃。1897年末，邀請了五位瑞典建築師——卡爾·默勒（Carl Möller）、路德維希·彼得森（Ludvig Peterson）、恩斯特·斯滕哈馬、歐根·托爾伯恩（Eugen Thorburn）和費迪南德·博伯格參加立面競賽，最終由博伯格的設計獲勝。
最終，該建築於1903年10月27日由奧斯卡二世國王揭幕。是當時城市最為現代化的建築，配備了電力、58個鑲嵌桃花心木環的衛生間和瑞典首次引進的郵政信箱。然而在揭幕之前很久，建築選定的場地已被證明容量不足，因此在1915年開始對剩餘的第三塊區域進行擴建。
1935年，中央郵局大樓被宣布為歷史紀念建築。並在1976年至1978年進行了重大改建，隨後在1980年代進行了幾次改造。1987年至1992年，其中三個庭院被封閉並建成了一個購物走廊，中央大廳進行了修復，並增加了一個結構，為800個新工作間提供了空間。
2003年，郵政公司將其總部遷至索尔纳市镇，2004年該建築被瑞典國家財產局接管，並在2008年進行了重建，以容納瑞典政府。

## 建築設計

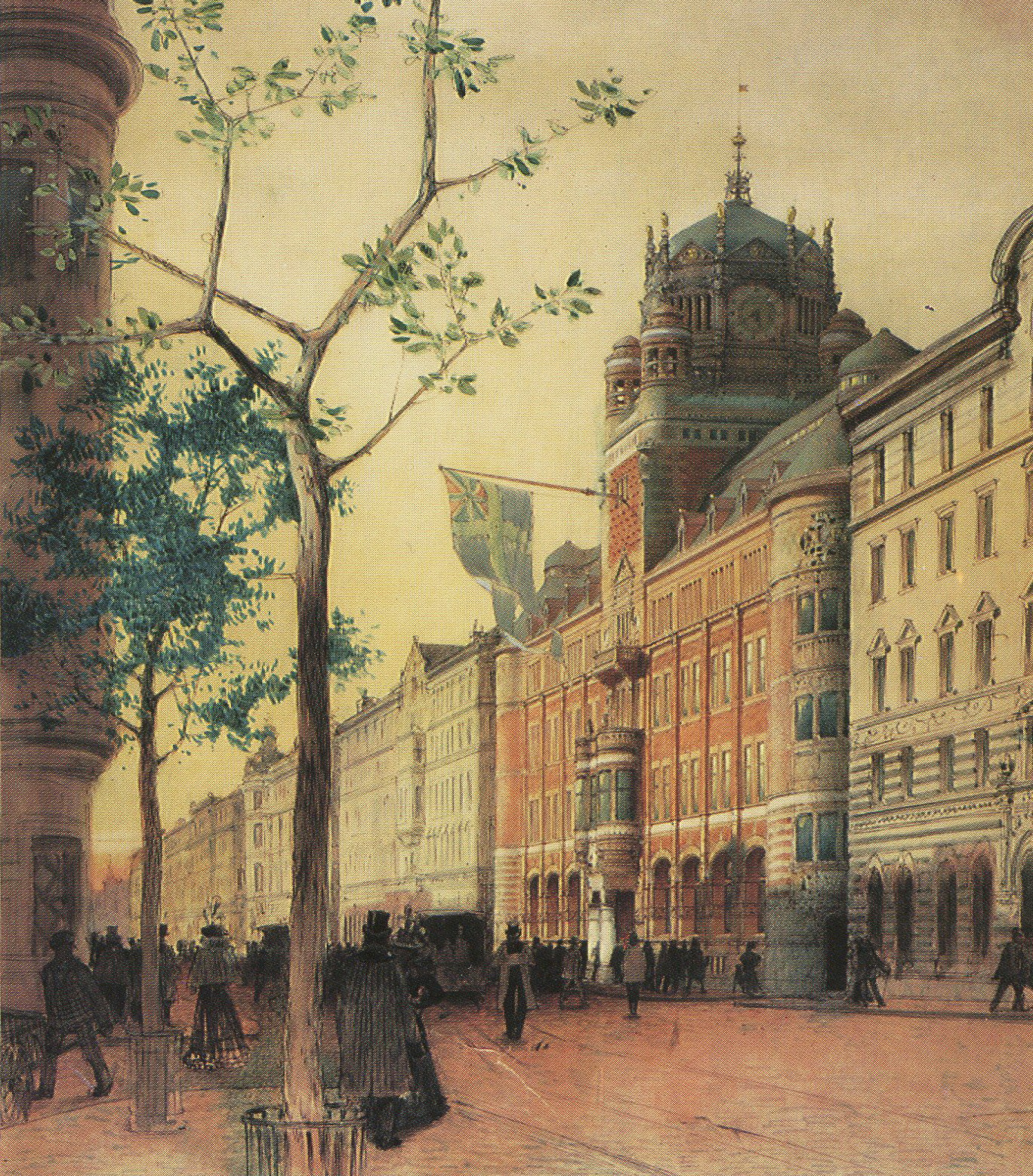
1905年的中央郵局大樓
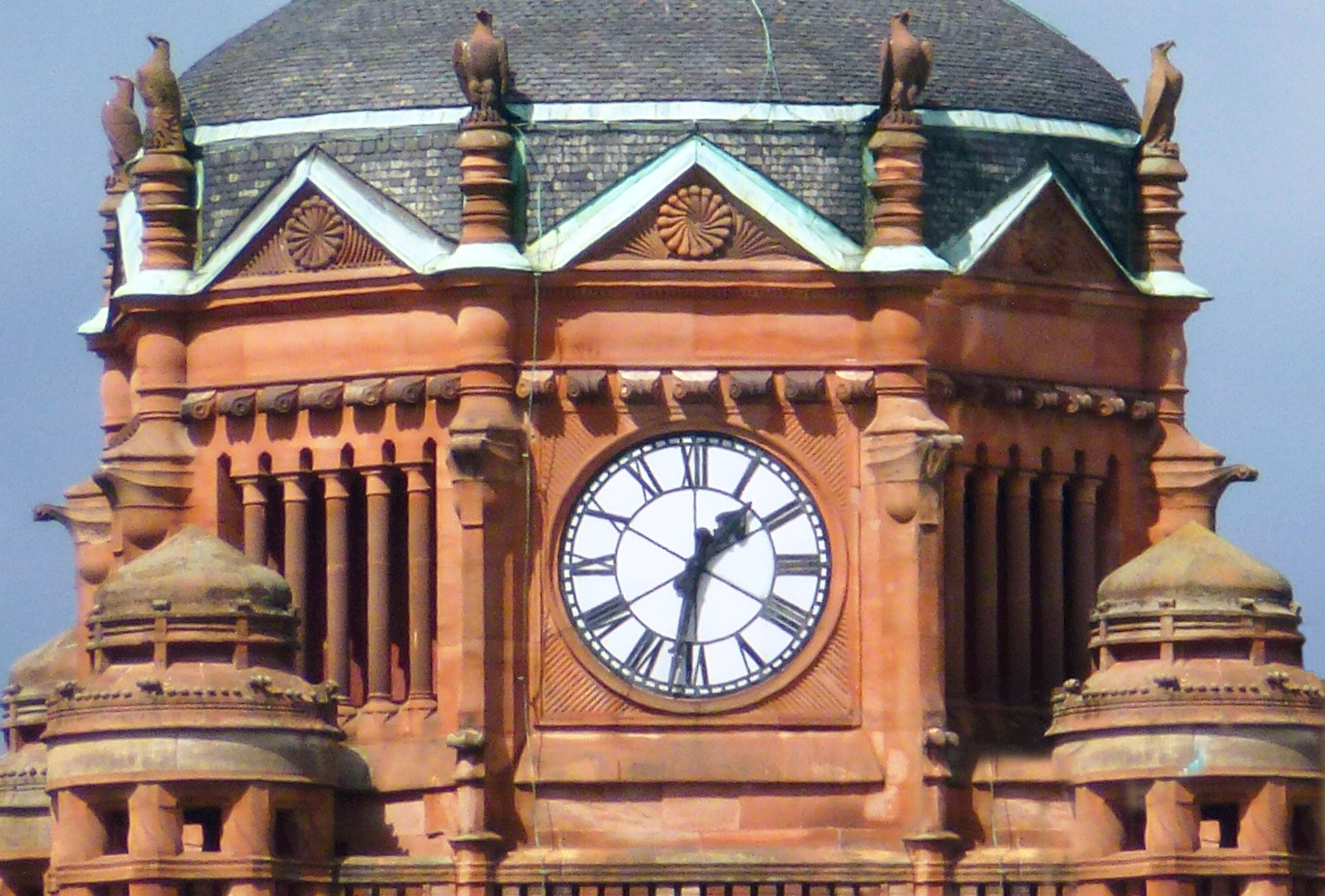
林德羅斯錶廠所製作的鐘樓
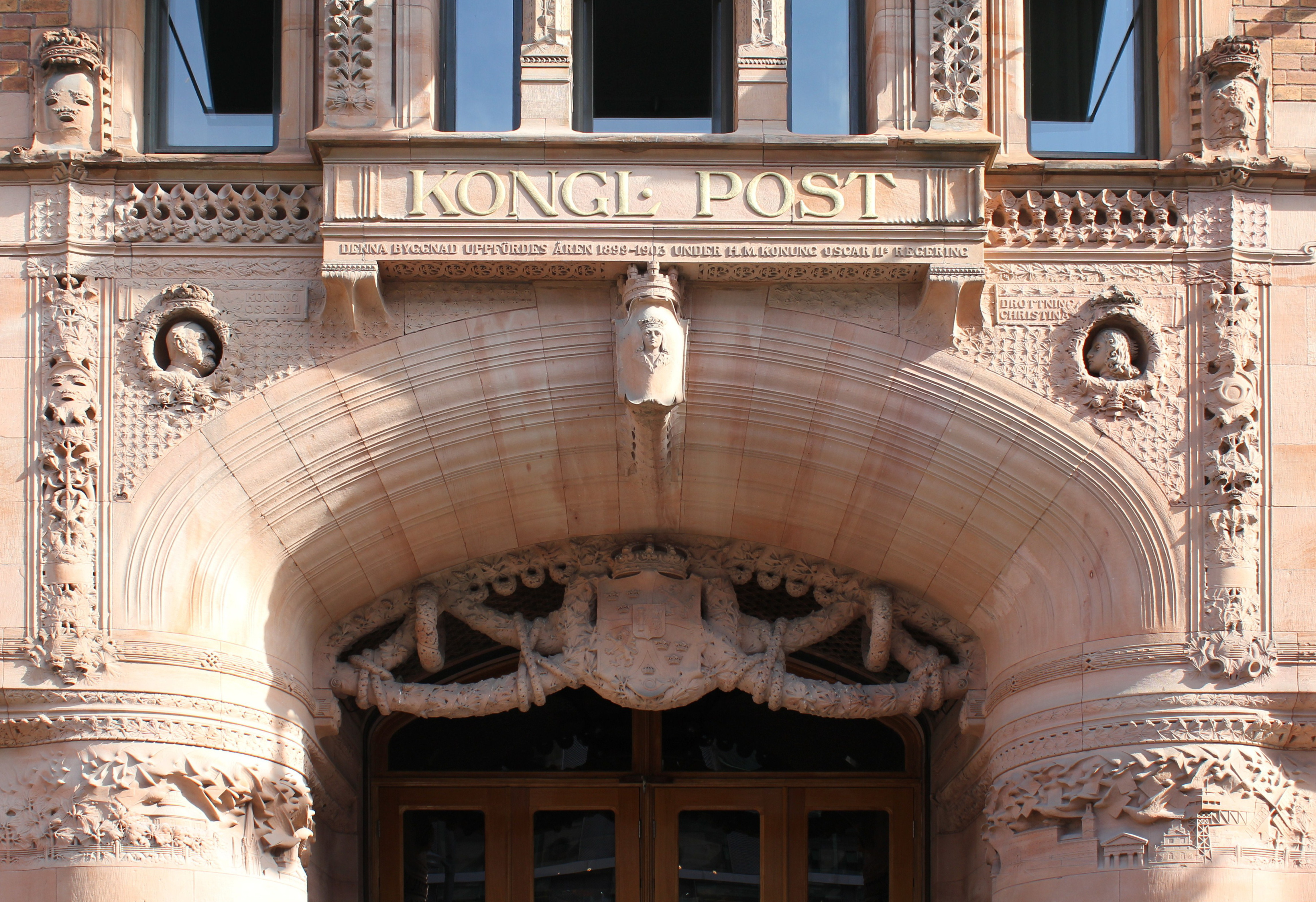
中央郵局大樓入口
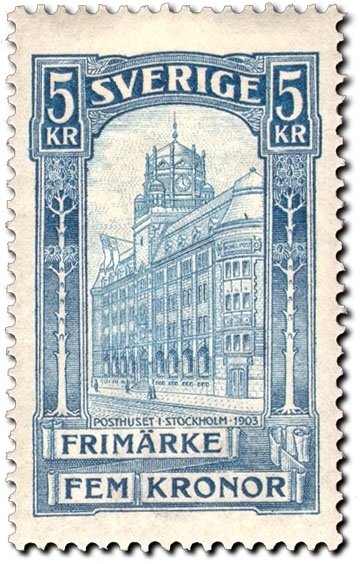
瑞典郵票所描繪的中央郵局大樓，1903年

為了突出建築的重要性，博伯格選擇通過大量精細的雕刻來彌補有限的建築場地。他稱之為：「從建築物中釋放適當的質感，讓它或多或少地向上升起」。因此，他在核心上增加了幾個類似塔樓的部分：首先是一個短小、高出屋頂的中央塔樓，坐落在一個精心塑造的入口上。其次是兩個較小的塔樓，從角落突出並用磚塊包裹，向過往行人展示建築物的地位。
儘管在1960年代和70年代對建築進行了增建，但中央郵局大樓仍然在其周邊區域中占主導地位。為進一步增加建築物的權威性，博伯格選擇將底層用紅色的埃夫德克洛斯特砂岩（Övedskloster）覆蓋，與上部覆蓋牆壁的紅色霍甘斯磚（Höganäs）相相配，深埋的窗戶進一步強調建築的重量。屋頂則採用石板覆蓋。
博伯格傾向於將東方主義與適宜性相結合，在那個時代，這樣的裝飾和異國風格被認為缺乏瑞典的特色。塔樓的八角形頂部有一個平頂圓頂，並伴有頂球，被描述為印度波斯風格。博伯格還善於運用裝飾豐富地應用於主入口周圍和人行道上，其中更包括瑞典國徽和原鸽，以及包括而鬆樹枝和各種動物雕像等視為典型瑞典風格的事物（即對大自然的熱愛）。所有這些雕刻都是根據博伯格的繪圖和阿克塞爾·布魯斯（Axel Bruce）的石膏模型進行的。
中央大廳的十字拱頂部分有兩層高，並通過天窗照亮。大理石拱廊下曾擺放著橡木櫃檯。抹灰牆原打算用石頭包裹，現在則覆蓋著郵政徽章、國家、省份和城市的紋章，以及特色的松果邊框。樓梯上方的大型壁畫於1907年完成，由卡爾·威爾赫姆森創作，展示了一艘蒸汽船將郵件交付到船橋的馬車的情景。中央大廳的平頂穹頂採用傳統技術建造，沒有使用鐵構架。
不過，博伯格的設計引起了一些批評，被指責過於自然主義而缺乏莊重感，幾乎像是用黏土塑造而非用砂岩雕刻。儘管他因在此郵局的設計而被任命為馬爾默郵局的設計者，但批評聲音仍在不斷加強，十年後導致博伯格放棄了他的建築事業。

### 書籍
- Johansson, Bengt O H. .  2nd. Stockholm: Arkitektur Förlag AB. 1999: 38. ISBN 91-86050-41-9.
- Nilsson, Staffan,  (PDF), Kulturvärden (3) (Stockholm: SFV, National Property Board of Sweden), 2005, (3): 22–31  [2008-02-03], （原始内容 (PDF)存档于2011-06-12）
- . SFV, National Property Board of Sweden.   [2008-02-02]. （原始内容存档于2007-11-07） （瑞典语）.
- . SFV.   [2008-02-02]. （原始内容存档于2007-10-27） （瑞典语）.
- . Arkitekturmuseet. 2006-07-07  [2008-02-02]. （原始内容存档于2008-02-04） （瑞典语）.

## 外部連結
- Stockholm kn, BLÅMANNEN 21 CENTRALPOSTHUSET I STOCKHOLM （页面存档备份，存于）

59°19′56″N 18°03′30″E / 59.3323°N 18.0582°E